# Chadmo
Chadmo, también conocido como San Juan de Chadmo, es un sector rural de la comuna de Quellón en la provincia de Chiloé, dentro de la Región de Los Lagos. Se ubica en el sureste de la Isla Grande de Chiloé, a unos 24 km de Quellón, y a 90 km de Castro. Es bañado por el golfo de Corcovado y el río San Antonio. Según el Instituto Nacional de Estadísticas el distrito de Chadmo cuenta, al año 2017, con una población de 2190 habitantes.

## Antecedentes
El sector tiene como lugar emblemático la capilla de San Juan de Chadmo, ubicada en las afueras de la localidad.